# Châu Thành, Sóc Trăng
Châu Thành là một huyện cũ thuộc tỉnh Sóc Trăng cũ, Việt Nam.

## Địa lý
Huyện Châu Thành nằm ở phía bắc của tỉnh Sóc Trăng, nằm cách thành phố Sóc Trăng khoảng 13 km, cách trung tâm thành phố Cần Thơ khoảng 50 km về phía bắc, có vị trí địa lý:
- Phía đông giáp thành phố Sóc Trăng và huyện Long Phú
- Phía tây và phía nam giáp huyện Mỹ Tú
- Phía bắc giáp huyện Kế Sách và huyện Phụng Hiệp, tỉnh Hậu Giang.

### Điều kiện tự nhiên
Huyện Châu Thành là huyện mới thành lập trên cơ sở điều chỉnh địa giới hành chính từ huyện Mỹ Tú theo Nghị định số 02/NĐ-CP ngày 24/9/2008 của Chính phủ và chính thức đi vào hoạt động kể từ ngày 6/1/2009. Huyện có diện tích tự nhiên là 23.632,43 ha, trong đó đất nông nghiệp 21.240,97 ha, chiếm 89,88 % diện tích đất tự nhiên.
Toàn huyện có 7 xã và 1 thị trấn, gồm 56 ấp. Trong đó, có 3 xã đặc biệt khó khăn (Phú Tân, An Ninh, Hồ Đắc Kiện thụ hưởng Chương trình 135 của Chính phủ giai đoạn II đến 2010) và 10 ấp đặc biệt khó khăn thuộc 4 xã trên địa bàn.
Tính đến thời điểm tháng 11/2009, các lĩnh vực như: Nông nghiệp; tiểu thủ công nghiệp; tài chính, tín dụng; văn hoá xã hội; an ninh quốc phòng,... đã được giữ vững và có hướng phát triển tích cực theo xu thế chung của tỉnh nhà, giúp huyện cơ bản hoàn thành các chỉ tiêu chính về kinh tế xã hội do tỉnh giao, góp phần thực hiện thắng lợi Nghị quyết năm của Huyện uỷ, của Hội đồng nhân dân huyện.

## Hành chính
Huyện Châu Thành có 8 đơn vị hành chính cấp xã trực thuộc, bao gồm thị trấn Châu Thành (huyện lỵ) và 7 xã: An Hiệp, An Ninh, Hồ Đắc Kiện, Phú Tâm, Phú Tân, Thiện Mỹ, Thuận Hòa.
Bản đồ hành chính huyện Châu Thành, tỉnh Sóc Trăng

## Lịch sử

### Vài nét về địa danh Châu Thành
Trong văn học dân gian ở Nam Bộ có khá nhiều câu sử dụng từ "châu thành", mặc dù trong văn bản được viết hoa, nhưng "châu thành" ở đây được dùng như là một danh từ chung, chỉ nơi phố xá đông đúc, văn minh. Từ "châu thành" vốn là một từ Hán-Việt, được sử dụng khá phổ biến ở Nam Bộ. Khái niệm "châu thành" có thể hiểu là: 
- Phố phường, thành thị, nơi dân cư đông đúc
- Khu vực chính một xứ hay một tỉnh
- Vùng đất bao quanh, ở cạnh thành phố, thị xã, đơn vị hành chính cấp huyện.

Sau khi chiếm nốt 3 tỉnh miền Tây Nam Kỳ, ngày 5 tháng 6 năm 1867, thực dân Pháp ra nghị định chia 6 tỉnh Nam Kỳ ra 24 hạt tham biện (arondissemnent). Viên cai trị hạt là tham biện (inspecteur, sau đổi là administrateur). Lỵ sở của hạt gọi là "châu thành", có chức năng như một "trung tâm hành chính" của hạt. Bắt đầu từ năm 1912, địa danh Châu Thành chính thức được đặt tên cho nhiều đơn vị hành chính cấp quận ở các tỉnh Nam Kỳ.
Ban đầu, "Châu Thành" chỉ các trung tâm hành chính, nơi có chợ búa, các cơ quan của hạt tham biện trú đóng. Sau khi thành lập các thị xã với chức năng "tỉnh lỵ", nó chiếm một phần diện tích của "châu thành", phần diện tích còn lại vẫn giữ tên cũ là quận Châu Thành và sau này là huyện Châu Thành. Hiện nay các thị xã tỉnh lỵ đó đều đã được nâng cấp trở thành các thành phố trực thuộc tỉnh.
Huyện Châu Thành thuộc tỉnh Sóc Trăng ngày nay chính là quận Châu Thành thuộc tỉnh Sóc Trăng thời Pháp thuộc (quận Châu Thành khi mới thành lập bao gồm cả các huyện Mỹ Xuyên, Mỹ Tú ngày nay). Địa bàn thành phố Sóc Trăng ngày nay khi đó vẫn nằm trong quận Châu Thành.

### Thời Pháp thuộc
Ngày 30 tháng 8 năm 1916, thực dân Pháp cho thành lập quận Châu Thành thuộc tỉnh Sóc Trăng.
Ngày 19 tháng 11 năm 1929, Pháp hủy bỏ tất cả các Nghị định thành lập quận thuộc tỉnh Sóc Trăng trước đó, khi đó quận Châu Thành bị giải thể.
Ngày 1 tháng 1 năm 1930, quận Châu Thành thuộc tỉnh Sóc Trăng lại được tái lập.
Quận lỵ Châu Thành đặt tại làng Khánh Hưng thuộc tổng Nhiêu Khánh. Thời Pháp thuộc, làng Khánh Hưng vừa đóng vai trò là quận lỵ quận Châu Thành và là tỉnh lỵ tỉnh Sóc Trăng.
Trong thời kỳ kháng chiến chống Pháp sau năm 1945, Chính quyền Việt Minh tiến hành tách làng Khánh Hưng và các vùng phụ cận ra khỏi huyện Châu Thành để thành lập thị xã Sóc Trăng trực thuộc tỉnh Sóc Trăng.

### Giai đoạn 1956–1976

#### Việt Nam Cộng hòa
Thời Việt Nam Cộng hòa, thành lập quận Bố Thảo trên cơ sở tách một phần của quận Châu Thành. Quận lỵ đặt tại Bố Thảo thuộc xã An Ninh.
Sau năm 1956, quận Châu Thành thuộc tỉnh Ba Xuyên, gồm 2 tổng: Nhiêu Khánh, Nhiêu Hòa với 12 xã trực thuộc. Quận lỵ được dời về xã Mỹ Xuyên.
Ngày 13 tháng 1 năm 1958, Bộ Nội vụ ban hành Nghị định số 9-BNV/NC/NĐ về việc đổi tên quận Châu Thành thành quận Mỹ Xuyên và quận Bố Thảo đổi tên thành quận Thuận Hoà (quận lỵ được dời từ Bố Thảo đến Thuận Hòa).
Quận Mỹ Xuyên có 2 tổng: Nhiêu Khánh với 4 xã và Nhiêu Hòa với 5 xã.

#### Chính quyền Cách mạng
Sau năm 1956, chính quyền Cách mạng vẫn đặt huyện Châu Thành thuộc tỉnh Sóc Trăng.
Đầu năm 1961, Chính quyền Cách mạng thành lập thêm huyện Mỹ Xuyên thuộc tỉnh Sóc Trăng trên cơ sở tách một số xã của huyện Thạnh Trị và huyện Châu Thành. Như vậy địa bàn huyện Châu Thành lúc này tương ứng với phần lớn quận Thuận Hòa thuộc tỉnh Ba Xuyên của chính quyền Việt Nam Cộng hòa, còn địa bàn quận Châu Thành trước đó tương ứng với huyện Mỹ Xuyên ngày nay.
Sau ngày 30 tháng 4 năm 1975, chính quyền quân quản Cộng hòa miền Nam Việt Nam ban đầu vẫn duy trì tên gọi huyện Châu Thành thuộc tỉnh Sóc Trăng cho đến đầu năm 1976. Huyện lỵ là thị trấn Huỳnh Hữu Nghĩa, được thành lập do tách đất từ xã Mỹ Tú. Lúc này, chính quyền Cách mạng cũng bỏ danh xưng "quận" có từ thời Pháp thuộc và lấy danh xưng "huyện" (quận và phường dành cho các đơn vị hành chánh tương đương khi đã đô thị hóa).
Ngày 20 tháng 9 năm 1975, Bộ Chính trị ban hành Nghị quyết số 245-NQ/TW về việc hợp nhất tỉnh Cần Thơ (ngoại trừ huyện Thốt Nốt), tỉnh Sóc Trăng, tỉnh Trà Vinh, tỉnh Vĩnh Long thành một tỉnh, tên gọi tỉnh mới cùng với nơi đặt tỉnh lỵ sẽ do địa phương đề nghị lên.
Ngày 20 tháng 12 năm 1975, Bộ Chính trị ban hành Nghị quyết số 19/NQ về việc hợp nhất tỉnh Cần Thơ (bao gồm cả huyện Thốt Nốt của tỉnh Long Xuyên), tỉnh Sóc Trăng thành một tỉnh mới, tên gọi tỉnh mới cùng với nơi đặt tỉnh lỵ sẽ do địa phương đề nghị lên.

### Từ năm 1976 đến nay
Ngày 24 tháng 2 năm 1976, Chính phủ Cách mạng lâm thời Cộng hòa miền Nam Việt Nam ban hành Nghị định số 3/NQ/1976 về việc hợp nhất tỉnh Cần Thơ, tỉnh Sóc Trăng và thành phố Cần Thơ thành một tỉnh mới, lấy tên là tỉnh Hậu Giang.
Ngày 24 tháng 3 năm 1976, Chính phủ Việt Nam ban hành Quyết định số 17/QĐ-CP về việc hợp nhất ba đơn vị hành chính cấp tỉnh ngang bằng nhau là tỉnh Sóc Trăng, tỉnh Cần Thơ và thành phố Cần Thơ để thành lập tỉnh mới, lấy tên là tỉnh Hậu Giang.
Lúc này, huyện Châu Thành (thuộc tỉnh Sóc Trăng cũ) được đổi tên thành huyện Mỹ Tú, do tỉnh Hậu Giang lúc này đã có huyện Châu Thành vốn trước đó thuộc tỉnh Cần Thơ.
Ngày 26 tháng 12 năm 1991, Quốc hội ban hành Nghị quyết về việc chia tỉnh Hậu Giang thành tỉnh Cần Thơ và tỉnh Sóc Trăng. Huyện Mỹ Tú thuộc tỉnh Sóc Trăng cho đến ngày nay.
Ngày 24 tháng 9 năm 2008, Chính phủ ban hành Nghị định số 02/NĐ-CP (nghị định có hiệu lực ngày 6 tháng 1 năm 2009 về việc:
- Thành lập thị trấn Châu Thành thuộc huyện Mỹ Tú trên cơ sở điều chỉnh 603,80 ha diện tích tự nhiên và 6.984 nhân khẩu của xã Thuận Hòa; 165 ha diện tích tự nhiên và 1.608 nhân khẩu của xã Hồ Đắc Kiện.
- Thành lập huyện Châu Thành thuộc tỉnh Sóc Trăng trên cơ sở điều chỉnh 23.632,43 ha diện tích tự nhiên và 103.518 nhân khẩu của huyện Mỹ Tú (bao gồm toàn bộ diện tích tự nhiên và nhân khẩu của các xã: Thuận Hòa, Hồ Đắc Kiện, An Ninh, An Hiệp, Phú Tân, Phú Tâm, Thiện Mỹ và thị trấn Châu Thành).

Huyện Châu Thành có 23.632,43 ha diện tích tự nhiên và 103.518 nhân khẩu, có 8 đơn vị hành chính trực thuộc, bao gồm 7 xã: Thuận Hòa, Hồ Đắc Kiện, An Ninh, An Hiệp, Phú Tân, Phú Tâm, Thiện Mỹ và thị trấn Châu Thành.
Ngày 12 tháng 6 năm 2025, Quốc hội ban hành Nghị quyết số 202/2025/QH15 về việc sắp xếp đơn vị hành chính cấp tỉnh (nghị quyết có hiệu lực từ ngày 12 tháng 6 năm 2025). Theo đó, sáp nhập tỉnh Hậu Giang và tỉnh Sóc Trăng vào thành phố Cần Thơ.
Ngày 16 tháng 6 năm 2025, Quốc hội ban hành Nghị quyết số 203/2025/QH15 về việc Sửa đổi, bổ sung một số điều của Hiến pháp nước Cộng hòa xã hội chủ nghĩa Việt Nam. Theo đó, kết thúc hoạt động của đơn vị hành chính cấp huyện trong cả nước từ ngày 1 tháng 7 năm 2025.

## Dân số
Huyện Châu Thành có diện tích 236,15 km², dân số năm 2020 là 94.674 người, mật độ dân số đạt 401 người/km², trong đó dân số thành thị là 15.325 người.
Huyện Châu Thành có diện tích 236,15 km², dân số năm 2022 là 93.425 người, mật độ dân số đạt 396 người/km².
Huyện Châu Thành có diện tích 236,15 km², dân số tính đến ngày 31/12/2022 là 135.250 người (đã quy đổi), mật độ dân số đạt 572 người/km².
Theo số liệu Chi cục Thống kê khu vực Châu Thành – Mỹ Tú, huyện Châu Thành có diện tích 236,15 km², dân số thường trú tính đến ngày 31/12/2023 là 93.425 người, mật độ dân số đạt 404 người/km².
Huyện Châu Thành có diện tích 236,16 km², dân số quy đổi tính đến ngày 31/12/2024 là 134.667 người, mật độ dân số đạt 570 người/km².

## Văn hóa
Đặc sản: Dù đi đến nơi nào của mảnh đất Sóc Trăng chúng ta cũng sẽ được đắm mình vào các món ngon pha lẫn một chút hương vị quê hương, nhưng món đặc sản tiêu biểu của tỉnh là món bánh pía Sóc Trăng mà hương vị ngon nhất là tại vùng đất Vũng Thơm.

## Giao thông
Huyện có đường quốc lộ 1 đi qua xuyên suốt chiều dài của huyện, kết nối với các tuyến đường tỉnh 939B, 982, là tuyến giao thông huyết mạch đi trong và ngoài huyện, nối địa bàn huyện với các tỉnh Hậu Giang, Bạc Liêu.